# Cheick Keita
Cheick Keita, né le 16 avril 1996 à Paris en France, est un footballeur malien. Il évolue au poste d'arrière gauche.

## Biographie
Il est notamment connu pour être cité dans le morceau "Afro Trap partie 3" du célèbre rappeur MHD.
En 2009, il est recalé au troisième tour du concours d'entrée à l'INF Clairefontaine.

### En équipe nationale
Le 12 novembre 2016, il est sur le banc des remplaçants lors d'un match face au Gabon, à l'occasion d'une rencontre rentrant dans le cadre des éliminatoires du mondial 2018 (score : 0-0).